# Hans Julius Rützebeck
Hans Emil Julius Rützebeck (26 maj 1893 Østerbro, København – 4 januar 1970 Helsingborg, Sverige) var en dansk landsholds målmand i fodbold.
Rützebeck var ungdomsspiller i HIK, Olympia og B.93.
Han var med på det B.93-hold som vandt danmarksmesterskabet 1916 efter en 3-2 sejer over KB. Han spillede 66 kampe for klubben i perioden 1911-1917. På grund af arbejdet opholdt han sig ofte i Motala i Sverige, så hans træningsmuligheder var begrænsede. Han tog så til København, når han skulle spille for B.93. Dengang blev alle kampe spillet om søndagen.
Rützebeck spillede kun en landskamp, det var en venskabskamp mod Sverige i 6. juni 1915 i idrætsparken som Sverige vandt med 2-0. Han var kommet med på afbud fra Sophus Hansen (Frem) som også der var årsag til at Rützebeck kun fik denne ene landskamp.
Rützebeck var søn af maskininspektør Jørgen Christian Rutzebeck. Hans forældre havde tyske rødder og var fødte Riga-området.